# Kenny Dalglish
Sir Kenneth Mathieson Dalglish ([dælˈɡliːʃ]), MBE, född 4 mars 1951 i Dalmarnock, Glasgow, är en skotsk före detta fotbollsspelare. Han är känd som en av Liverpool FC:s mest framgångsrika och populära spelare/managers genom tiderna och går därför under namnet "King Kenny" hos klubbens supportrar. 
Efter en frånvaro på över 10 år från toppfotbollen som tränare tog Dalglish i januari 2011 åter över som manager för Liverpool FC. Perioden varade dock bara ett drygt ett år då han i maj 2012 fick lämna sitt uppdrag.
Dalglish innehar rekordet i antal landskamper för Skottland, 102 stycken. 

## Biografi

### I Celtic
Dalglish föddes i Glasgow och var sedan barnsben ett stort fan av Rangers men kom trots det att slå igenom i konkurrentklubben Celtic FC. Han hade tidigare provspelat för West Ham (två ggr) och Liverpool men nekats av båda klubbarna innan han 1967 värvades till de då nyblivna Europacupmästarna. Det tog dock något år innan den kvicke, relativt tunt byggde Dalglish hade växt i A-lagströjan, men väl med i startelvan gick han inte att peta. Han var med om att spela hem både ligaguldet och Skotska cupen fyra gånger innan han, som lagkapten, 1977 värvades till England och Liverpool FC för brittiska rekordsumman 440 000 pund. Klubbytet var kontroversiellt och togs emot extremt illa av Celtics fans. Detta visade sig tydligt då Dalglish vid en träningsmatch i hemstaden några år senare buades ut av publiken.

### I Liverpool
Dalglish hade värvats till de regerande Europacupmästarna som ersättare för flyktade Kevin Keegan (Hamburg). Redan första säsongen var han med om att försvara Europacupguldet där han i finalmatchen på ett fullsatt Wembley Stadium dessutom blev den enda målskytten i 1-0-segern.
De kommande åren fortsatte den målfarlige skottens succé. Han växte ut till den inflytelserikaste spelaren och klarast lysande stjärnan i Europas bästa lag och dyrkades av såväl fans som media. Dalglish blev inte bara lagets bäste målskytt; hans rörelseschema och spelsinne tillförde ytterligare en dimension till det röda laget som understundom verkade så gott som oslagbart under åren 1978–1984.
När managern Joe Fagan slutade under säsongen 1985 trädde Dalglish in som spelande tränare, blott 34 år gammal. Han tog sedan ut sig själv till startelvan endast 21 gånger under säsongen 1985–1986 då klubben vann dubbeln. Dock var han med från start i FA-cupfinalen och med sitt mål i 1-0-segern över Chelsea på bortaplan i den sista omgången såg han till att Liverpool kunde fira sitt 16:e ligaguld.
Säsongen därpå spelade Dalglish än mer sparsamt med sammanlagt endast 18 framträdanden (sex mål) på planen i ligan. Istället var han besluten att satsa på yngre spelare, såsom nyvärvade John Aldridge och senare Peter Beardsley som båda med tiden kom att skörda stora framgångar i klubben. Detta lyckades väl och säsongen 1987–1988 spelade man hem sitt 3:e ligaguld med skotten vid rodret - och endast två gånger på plan under året. Åren 1988–1989 gjorde Dalglish inget framträdande alls i A-laget och först i maj 1990, nära två år efter förra inhoppet, gjorde han sin sista match i och med inhoppet mot Derby County - några månader efter att han fyllt 39.
När Dalglish avslutade sin spelar-/tränarkarriär i Liverpool 22 februari 1991 (officiellt på grund av hälsoskäl) gjorde han det som en av de framgångsrikaste i klubbens historia. 515 matcher som spelare, 172 mål, 307 matcher som manager, åtta ligatitlar, två FA-cupvinster, tre Europacup-vinster, fyra ligacupvinster, en Europeisk Supercup-vinst och fem "Charity Shield"-vinster (där liga- och cupsegraren i England möts i en match) talar sitt tydliga språk. Dalglish tilldelades också under denna tid flera gånger pris för såväl årets spelare som ledare i England.

### Oväntad comeback
En kort tid senare, trots att han ämnat dra sig tillbaka från fotbollen, blev Dalglish manager i Blackburn Rovers FC, som han förde upp från andradivisionen och sedan ända till ligaseger 1995. Efter detta tog Dalglish ännu en timeout på obestämd tid. 1997 var han tillbaka igen - och ersatte ännu en gång Kevin Keegan – den här gången som manager i Newcastle United FC. Sejouren här varade dock bara en och en halv säsong då Dalglish fick avsked efter de inledande omgångarna av ligan 1998/99. Säsongen 1997/98 hade han tagit klubben till en 13:e plats i serien vilket varit en besvikelse för alla - inklusive Dalglish själv. En FA-cupfinal (förlust mot Arsenal 1998) och kvalificering för Champions League 1997/98 (i och med 2:a-placeringen i ligan 1996/97) blev facit i klubben för den skotske legendaren.

### Tillbaka på Anfield

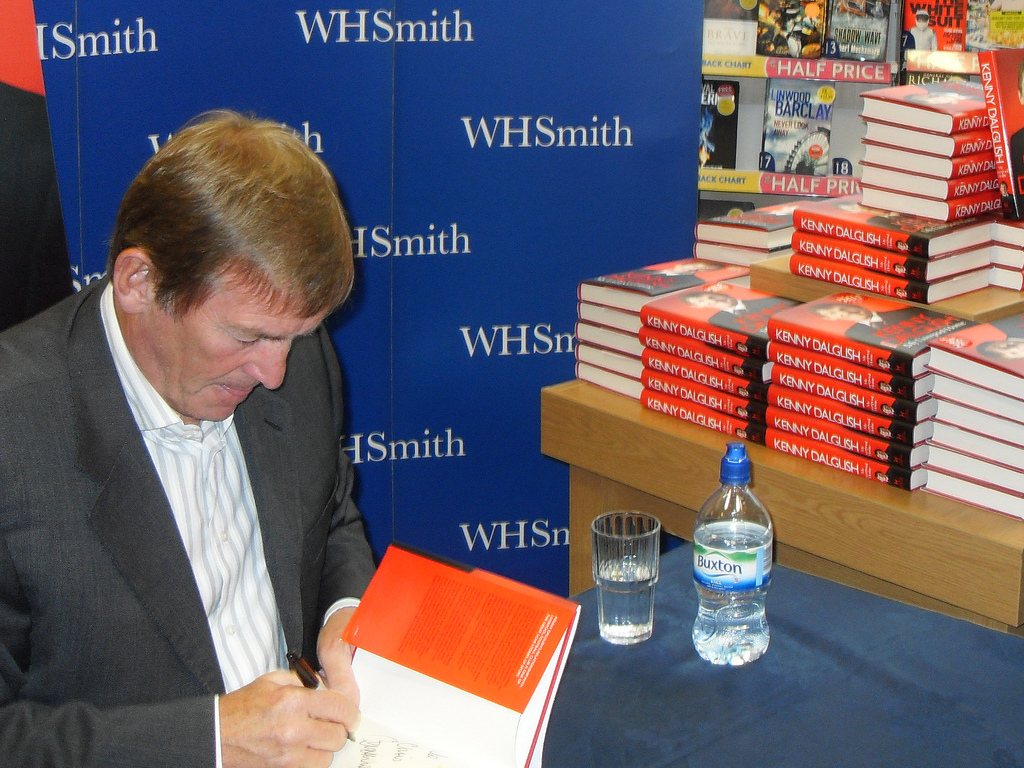
Dalglish signerar böcker år 2010

Den 3 juli 2009 offentliggjordes att Dalglish återvände till Liverpool. Hans nya roll innefattade arbete inom ungdomsakademin samt som klubbambassadör för att stärka klubbens kommersiella genomslagskraft i världen. Den 8 januari 2011 fick Dalglish dock skifta arbetsuppgifter. Detta då han åter fått ikläda sig tränarrollen för sin gamla klubb då dess tidigare manager Roy Hodgson sparkats från sin post. Några månader senare, den 12 maj, skrev Dalglish på för ytterligare tre år som tränare/manager för Liverpool.

## Popularitet
Dalglish är kanske den populäraste spelaren i Liverpools historia. Med sina kvicka dragningar och fantastiska näsa för var målet var fanns personifierade han klubbens spelsätt och hur man ville uppfattas av omvärlden. I en omröstning klubben anordnade 2006 blev han också väntat framröstad som nummer 1 på listan över "Players Who Shook The Kop" (spelare som berört ståplatsläktaren The Kops fans mest).

## Meriter som spelare

### I klubblag
Glasgow Celtic
- Skotska ligan (4): 1971/72, 1972/73, 1973/74, 1976/77
- Skotska cupen (4): 1971/72, 1973/74, 1974/75, 1976/77
- Skotska Ligacupen (1): 1973/74

 Liverpool FC
- Engelska ligan (6): 1978/79, 1979/80, 1981/82, 1982/83, 1983/84, 1985/86
- FA-cupen (1): 1985/86
- Engelska ligacupen (4): 1980/81, 1981/82, 1982/83, 1983/84
- Charity Shield (5): 1977 (delad), 1979, 1980, 1982, 1986 (delad)
- Europacupen (3): 1977/78, 1980/81, 1983/84
- Europeiska supercupen (1): 1977

### I landslag
Skottland
- 102 matcher, 30 mål
- VM-slutspel (3): 1974, 1978, 1982

### Individuellt
- Årets spelare i England (spelarnas val) (1): 1982/83
- Årets spelare i England (Fotbollsjournalisternas val) (2): 1979/79, 1982/83
- Skyttekung i skotska ligan (1): 1975/76
- Invald i English Football Hall of Fame: 2002
- Medlem i Scotish Football Hall of Fame
- Medlem i FIFA 100 över de då (år 2004) 125 bästa levande fotbollsspelarna. Listan gjord av Pelé.
- Nummer 1 på Liverpool FC:s omröstning bland fansen - Players Who Shook The Kop: 2006

## Meriter som tränare

### I klubblag
Liverpool FC
- Engelska ligan (3): 1985/86, 1987/88, 1989/90
- Engelska ligacupen (1): 2011/12
- FA-cupen (2): 1985/86, 1988/89
- Charity Shield (4): 1986 (delad) 1988, 1989, 1990 (delad)

 Blackburn Rovers
- Premier League (1): 1994/95
- Football League 2a-divisionen playoff, vinnare (upp till Premier League) (1): 1991/92

 Glasgow Celtic
- Skotska Ligacupen (1): 1999/00

### Individuellt
- Årets manager i England (4): 1985/86, 1987/88, 1989/90, 1994/95

### Webbsidor
Den här artikeln är helt eller delvis baserad på material från engelskspråkiga Wikipedia, tidigare version.